# 加藤明成
加藤明成（日语：／ Katō Akinari，1592年—1661年2月20日），日本江戶時代的大名。是陸奧國會津藩的第二代藩主。父親是戰國時代賤岳七本槍之一的加藤嘉明。
寬永八年（1631年），加藤嘉明逝世。作為長子的加藤明成繼承家督身份，並統領父親留下的會津藩四十萬石。可是明成為人昏庸愚昧，毫無統率能力，於是很快便與藩內的家臣團對立起來。以兩代家老重臣堀主水為首的反明成派，對會津藩政感到失望，家臣們相繼出國遠奔。殘酷的明成不甘家臣外逃，竟派士兵追殺出走的家臣（詳見會津騷動）。這些事件受到幕府的關注，將軍決定追究其事，想要褫奪會津藩的權力及沒收四十萬石。後來幕府念在加藤嘉明昔日的戰功，便封明成的長子加藤明友為加藤家繼任人，重新建立石見國吉永藩。而明成晚年則過著隱居的生活，最後於萬治四年1月21日逝世，享年70歲。
事實上，加藤明成執掌藩政期間，也並非毫無建樹。例如由蒲生時代開始建立的七層式會津若松城天守閣，曾因地震而崩塌，明成時代便將若松城天守閣加以改建，築成五層式的新城閣，對會津藩的城鎮基礎有一定貢獻。

## 創作品中的加藤明成
山田風太郎作品《柳生忍法帖》，把加藤明成刻劃成荒淫殘虐而又昏愚的暴君。